# Lockheed Model 12 Electra Junior
Các Lockheed Model 12 Electra Junior, hay thông dụng hơn là Lockheed 12 hoặc L-12, là một loại máy bay vận tải hai động cơ, làm hoàn toàn bằng kim loại, được chế tạo vào cuối thập niên 1930 cho các công ty hàng không nhỏ, các công ty tư nhân và cá nhân.

## Biến thể

### Dân sự
Model 12A
Model 12B
Model 12-25

### Quân sự

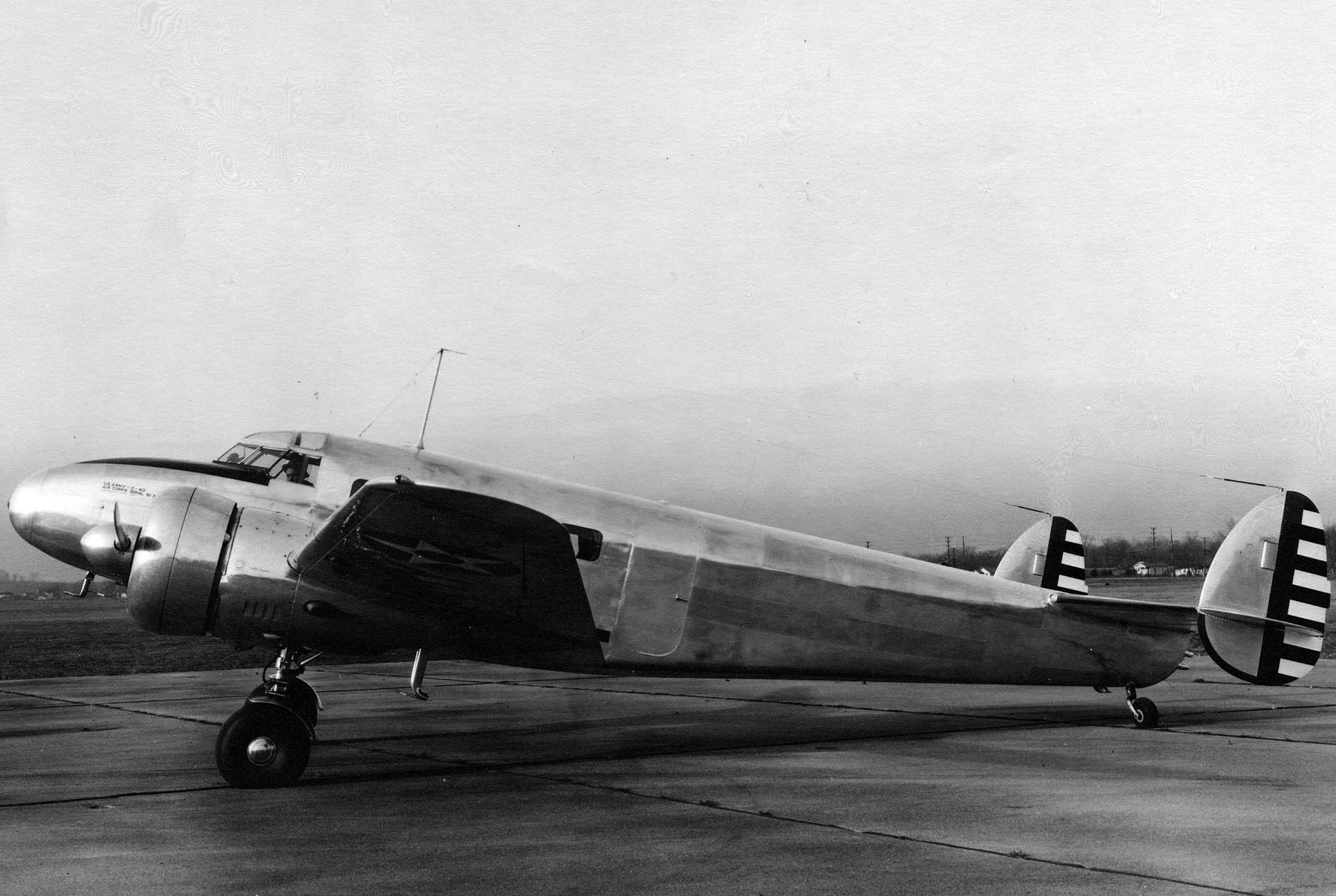
C-40 của Quân đoàn Không quân Lục quân Hoa Kỳ

C-40
C-40A
C-40B
C-40D
JO-1
JO-2
XJO-3
R3O-2
Model 212
Model 12-26

## Quốc gia sử dụng

### Dân sự
- Aeronorte
- Aerovias Brasil
- Associated Airlines (Australia)
- British West Indian Airways Ltd.
- British Airways Ltd.
- Continental Air Lines
- Mercer Airlines (Burbank, CA)
- Cruzeiro do Sul
- National Advisory Committee for Aeronautics (NACA)
- Panair do Brasil
- Canadian Department of Transport
- Brazilian Ministry of Aeronautics
- Santa Maria Airlines

### Quân sự
Argentina
- Lục quân Argentina

 Canada
- Không quân Hoàng gia Canada

 Indonesia
- Không quân Indonesia

 Hà Lan
- Không quân Hoàng gia Hà Lan

 Dutch East Indies
- Không quân Lục quân Đông Ấn Hoàng gia Hà Lan

 South Africa
- Không quân Nam Phi

 Anh Quốc
- Không quân Hoàng gia

 Hoa Kỳ
- Quân đoàn Không quân Lục quân Hoa Kỳ/Không quân Lục quân Hoa Kỳ
- Thủy quân Lục chiến Hoa Kỳ
- Hải quân Hoa Kỳ

## Tính năng kỹ chiến thuật (Model 12A)
Dữ liệu lấy từ FAA Type Certificate Data Sheet TC 616 (crew, capacity, weight, powerplant and propeller specifications only)
Đặc điểm tổng quát
- Kíp lái: 2
- Sức chứa: 6 hành khách
- Chiều dài: 36 ft 4 in (11,07 m)
- Sải cánh: 49 ft 6 in (15,09 m)
- Chiều cao: 9 ft 9 in (2,97 m)
- Diện tích cánh: 352 ft² (32,7 m²)
- Trọng lượng rỗng: 5.765 lb (2.615 kg)
- Trọng lượng có tải: 8.650 lb (3.924 kg)
- Trọng lượng cất cánh tối đa: 9.200 lb (4.173 kg)
- Động cơ: 2 × Pratt & Whitney R-985 Wasp Junior SB, 450 hp (336 kW)  mỗi chiếc

 Hiệu suất bay 
- Vận tốc cực đại: 225 mph (362 km/h, 196 kn) trên độ cao 5.000 foot (1.500 m)
- Tầm bay: 800 mi (1.300 km, 700 nmi)
- Trần bay: 22.900 ft (6.980 m)
- Vận tốc lên cao: 1.140 ft/phút (427 m/phút)
- Tải trên cánh: 25 lb/ft² (120 kg/m²)
- Công suất/trọng lượng: 0,10 hp/lb (0,17 kW/kg)